# SYM

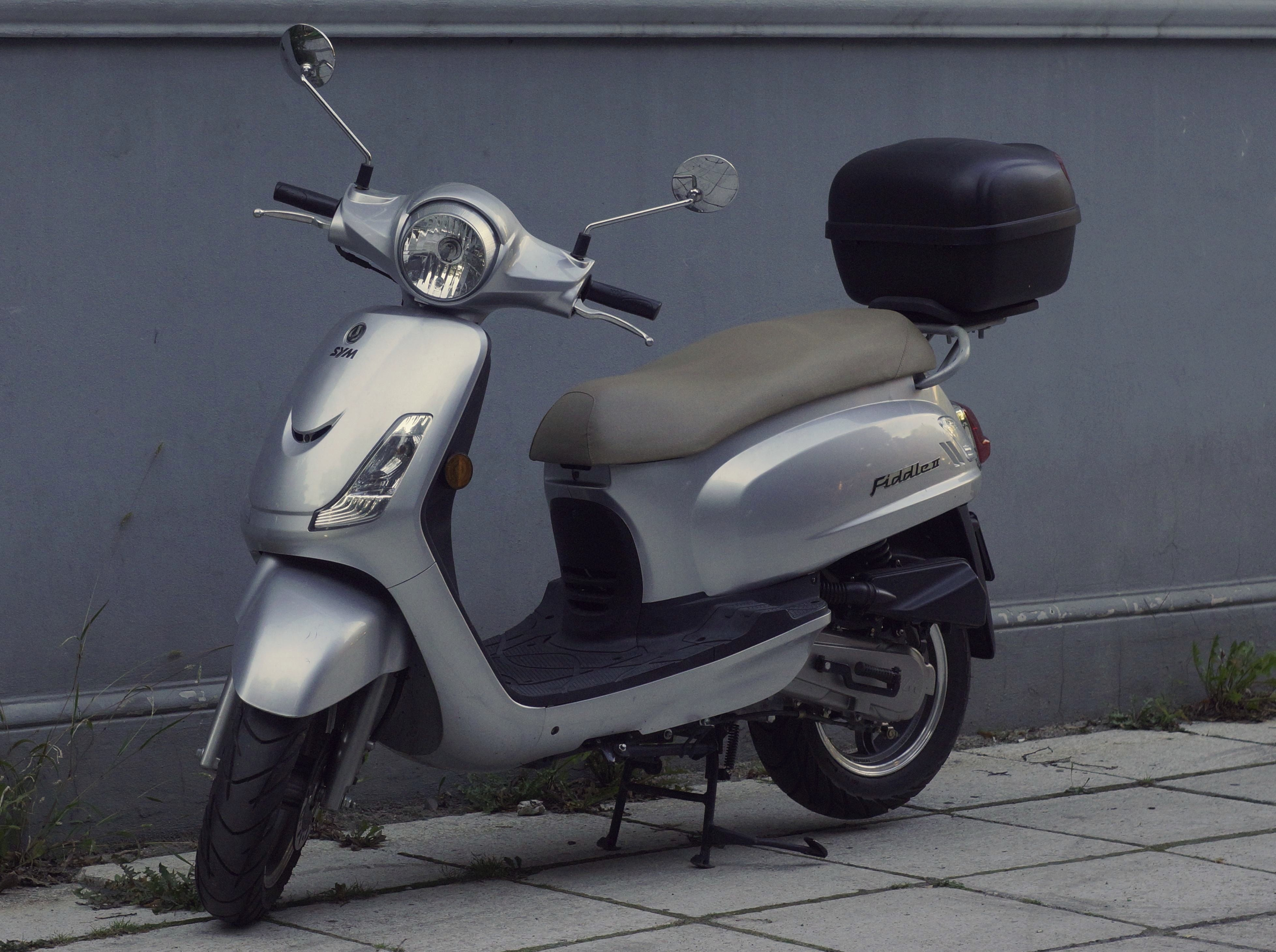
Xe tay ga Fiddle II của SYM

Sanyang Motor Co., Ltd. (tiếng Trung: 三陽機車; Hán-Việt: Tam Dương cơ xa; bính âm: Sān Yáng Jī Chē, viết tắt SYM) là công ty được thành lập tại Đài Bắc vào năm 1954 bởi Hoàng Kế Tuấn và Trương Quốc An, có trụ sở tại Tân Trúc, Đài Loan và có ba cơ sở sản xuất chính đặt ở Trung Quốc, Đài Loan và Việt Nam. Công ty chế tạo và buôn bán xe mô tô, xe tay ga và xe mô tô địa hình (ATV) dưới thương hiệu SYM. Trước ngày 12 tháng 1 năm 2015, tên giao dịch tiếng Anh cũ là SYM Sanyang Motor Co., Ltd.